# Analizator cyklotronowego rezonansu jonów
Analizator cyklotronowego rezonansu jonów (ICR, Ion Cyclotron Resonance) - analizator stosunku masy do ładunku jonów wykorzystujący w swym działaniu zjawisko rezonansu cyklotronowego, polegające na wielokrotnym przekazywaniu energii przez zmienne pole elektryczne cząstkom krążącym w polu magnetycznym tylko tym których częstotliwość obiegu jest taka sama jak częstotliwość pobudzającego pola. Analizator jest elementem konstrukcji spektrometrów mas.

## Zasada działania
Analizator jest cyklotronem. Częstotliwość ruch jonów po okręgu w polu magnetycznym cyklotronu zależy od natężenia pola magnetycznego oraz stosunku masy do ładunku elektrycznego jonów (m/z). Jony o większym m/z (cięższe) poruszają się z mniejszą częstotliwością. Duanty cyklotronu zasilane są zmiennym polem elektrycznym, jony poruszające się synchronicznie do pola elektrycznego są przyspieszane. Jony, które zaabsorbowały energię (zostały wzbudzone) poruszają się z tą samą częstotliwością, jednak promień ich ruchu staje się większy. 
Aby stwierdzić ile jonów uległo wzbudzeniu przy danej częstotliwości, można mierzyć energię pochłoniętej fali elektromagnetycznej. 
Można także umieścić w cyklotronie płyty. Jony wzbudzone mają większy promień ruchu kołowego, więc przelatują bliżej płyt, wzbudzając prąd. Prąd ten jest mierzony. Widmo m/z jest tworzone przez działanie na jony polem elektromagnetycznym o zmieniającej się częstotliwości i rejestrację zmian natężenia prądu w płytach detektorowych (lub zmiany absorpcji fali elektromagnetycznej). 
W analizatorze panuje bardzo wysoka próżnia - ciśnienie nie większe niż 10-4 Pa, zwykle 10-6 Pa lub mniejsze. Im niższe ciśnienie, tym wyższa rozdzielczość analizatora cyklotronowego. Rozdzielczości analizatorów cyklotronowych mogą być bardzo duże, zwykle kilkaset tysięcy, a mogą dochodzić nawet do miliona (przy m/z 500 Th). Rozdzielczości tych analizatorów szybko maleją wraz ze wzrostem m/z analizowanych jonów. 
Stałe pole magnetyczne jest zapewniane przez elektromagnesy nadprzewodzące. Elektromagnesy stosowane w analizatorach ICR dostarczają pola o sile od 3 do 12 T. Zwiększenie siły pola magnetycznego zwiększa rozdzielczość urządzenia. Analizatory ICR charakteryzują się także bardzo dużą czułością.